# 小川甲子
小川 甲子（おがわ かつこ、旧姓：井戸、1942年7月8日 - ）は、元宝塚歌劇団花組主演男役・元女優。
兵庫県神戸市出身。公称身長は162センチ。出身校は親和学園。宝塚歌劇団時代の芸名は甲 にしき（こう にしき）、愛称はコウちゃん。

## 来歴・人物
中学時代、腎炎にかかり長期の療養生活を強いられる。状態が落ち着いた時、気分転換にと宝塚コドモアテネを利用し始めたことが、歌劇団志望のきっかけになる。
1960年、宝塚歌劇団入団。宝塚歌劇団46期生。宝塚入団時の成績は首席。初舞台の公演演目は星組公演『春の踊り（日本の恋の物語）／ビバ・ピノキオ』。同期に山吹まゆみ（女優）、上月晃（女優）、古城都（本郷功次郎夫人）、振付師司このみらがいる。1961年5月1日、花組配属。
男役としては小柄であったが、懸命に素養を磨いて頭角を現し、1970年、麻鳥千穂退団に伴い、花組主演男役となる。相手役は竹生沙由里。その後、上原まりも相手役を務めた。星組主演男役の上月・月組主演男役の古城とともに「3K」と呼ばれ、同歌劇団を代表するスターとして絶大な人気を博した。『小さな花がひらいた』（茂次役）、『この恋は雲の涯まで』（源義経／チンギス・ハーン役）などの代表作を世に送り出し、1974年2月1日に宝塚を退団。
退団後は〝演れて舞える〟実力を買われTV時代劇や舞台公演に多く出演、このことが後年の甲の私生活に大きな影響を与えた。1985年、文化庁芸術祭賞受賞。
1980年代後半、共演が多かった萬屋錦之介と交際を開始、しかし当時錦之介はれっきとした妻帯者であった（妻：淡路恵子）。経済面等で苦境にあった錦之介を支えていた甲であったが、甲との交際も一因となって錦之介は淡路と別居、甲は淡路恵子の友人であったことや（甲は友人関係を否定）不倫関係への非難から仕事を干されることとなるが、事実上この時点で芸能界引退となった。
1990年、淡路と離婚した錦之介と正式に結婚。直後、錦之介が難病を発病したため看護・介護に身を尽くすこととなる。1997年に錦之介とは闘病の末に死別となったが、最後まで変わらぬ夫婦生活を全うした。
錦之介の死後、2001年に改装された東京宝塚劇場の支配人に就任。宝塚歌劇団史上初の女性劇場支配人であった。
2014年に、宝塚歌劇団創立100周年を記念して設立された『宝塚歌劇の殿堂』最初の100人のひとりとして殿堂入り。なお、殿堂には小川の宝塚時代の名前である「甲 にしき」として展示されている。
2024年7月8日付で東京宝塚劇場支配人を退任。

## 主な出演

### 舞台

#### 宝塚歌劇団時代
- 『河童とあまっこ』（花・月組、1961年11月29日 - 12月27日、新芸劇場）
- 『落日の砂丘』（花組、1963年7月2日 - 7月31日、宝塚大劇場）
- 『洛陽に花散れど（花組、1964年6月30日 - 8月2日、宝塚大劇場）
- パリ公演（1965年）
- 『ぼくらの時代』（花組、1965年6月2日 - 6月29日、宝塚大劇場）
- 『シンデレラ・イタリアーノ』『2人が出会うとき』（花組、1966年6月2日 - 6月29日、宝塚大劇場）
- 『鬼にもらった美女』（花組、1966年7月30日 - 8月31日、宝塚大劇場）
- 『龍鳳夢』（花組、1967年1月1日 - 1月25日、宝塚大劇場）
- 『白鷺』（花組、1967年6月2日 - 6月28日、宝塚大劇場）
- 『アルルの女』『ヒット・キット』（花組、1967年9月30日 - 10月29日、宝塚大劇場）
- 『ピラールの花祭り』（花組、1968年3月28日 - 4月25日、宝塚大劇場）
- 『メナムに赤い花が散る』『海のバラード』（花組、1968年9月3日 - 9月30日、宝塚大劇場）
- 『メナムに赤い花が散る』『ハリウッド・ミュージカル』（花組、1968年11月1日 - 12月1日、宝塚大劇場）
- 『風の砦』『ガールス・オー!ガールッス』（花組、1969年1月1日 - 1月30日、宝塚大劇場）
- 『鐘つき与七』『テ・キエロ』I(花組、1969年4月26日 - 5月29日、宝塚大劇場）
- 『真夏のクリスマス』『愛の交響詩』（花組、1969年8月7日 - 9月2日、宝塚大劇場）
- 『永遠のカトレア』（花組、1970年2月6日 - 3月12日、宝塚大劇場）
- 『炎』『ドリーム・ア・ドリーム－夢に歌うピエール－』（花組、1970年7月3日 - 7月30日、宝塚大劇場）
- 『扇源氏』『アポローン』（花組、1970年10月29日 - 11月30日、宝塚大劇場）
- 『花は散る散る』『ジョイ!』（花組、1971年3月26日 - 4月27日、宝塚大劇場）
- 『小さな花がひらいた』- 茂次 役『シシリーの夕陽』（花組、1971年10月30日 - 11月30日、宝塚大劇場）
- 『哀愁のナイル』『ラ・ロンド－恋人たちの円舞曲－』（花組、1972年1月29日 - 2月24日、宝塚大劇場）
- 『浮かれ式部』（1972年3月3日 - 3月27日、帝国劇場）
- 『浜千鳥』『ザ・フラワー－ガールズ500－』（花組、1972年4月27日 - 5月30日、宝塚大劇場）
- 『炎の天草灘』『ポップ・ニュース』（花組、1972年9月2日 - 10月1日、宝塚大劇場）
- 『シャイニング・ナウ!』（合同公演、1972年12月2日 - 12月12日、宝塚大劇場）
- 『宝塚名曲選』『パレード・タカラヅカ』（花組、1973年1月1日 - 1月30日、宝塚大劇場）
- 『新・花かげろう』『ラ・ラ・ファンタシーク－あなたに宝石を－』（花組、1973年4月26日 - 5月24日、宝塚大劇場）
- 『この恋は雲の涯まで』- 源義経/チンギス・ハーン 役（花組、1973年7月28日 - 8月28日、宝塚大劇場）
- 『花のお嬢吉三』『カルナバル・ド・タカラヅカ』（花組、1974年1月1日 - 1月29日、宝塚大劇場）＊最終出演

#### 宝塚歌劇団退団後
- 『元禄太平記 天下競宴の巻』（1975年）
- 『元禄太平記 忠臣快挙の巻』（1976年）
- 『愛染め高尾』（1976年・1977年）
- 『風と雲と虹と』（1976年）
- 『さすらいの旅路』（1978年）
- 『女役者』（1979年）
- 『草燃える』（1980年）
- 『華麗なる遺産』（1981年）
- 『笠森お仙』（1981年）
- 『櫻姫』（1985年）

### テレビドラマ
- 樅ノ木は残った（1970年、NHK）－ 萩の方
- 若さま侍捕物手帖 第21話「宝刀の首吊り」（1973年、関西テレビ） - 七生
- 伝七捕物帳 第42話「殺しを呼ぶ富札」（1974年、NTV）- おえい 役
- 新五捕物帳 第87話「明日なき恋」（1979年、日本テレビ）- 浪江
- 吉宗評判記 暴れん坊将軍 第107話「あわれ、女お庭番」（1980年、テレビ朝日） - 秋霧 / 深雪（二役）
- 長七郎天下ご免! 第14話「殴り込み! 鉄火娘」（1980年、ANB / 東映） - おあき
- 桃太郎侍 第167話「飛んで火に入る仇討娘」（1981年、日本テレビ）- おさえ
- 銭形平次 第777話「幽霊からの遺言状」（1981年、フジテレビ） - おすみ
- 闇を斬れ 第22話「血にぬれた母子草」（1981年、関西テレビ） - 梨江
- 影の軍団III 第13話「女相続人の秘密」（1982年、関西テレビ）
- ポーラテレビ小説 / 白き牡丹に（1981年、TBS） - 向井美津
- 新・松平右近（日本テレビ系）- 平四郎の母
- ザ・サスペンス （TBS）
  - 「白い誘惑」（1984年3月21日）
  - 「悪しき星座」（1984年9月8日）

## 逸話
1973年、甲が源義経を演じた主演作『この恋は雲の涯まで』が甲たち花組公演の後、星組での続演が決定し、星組の当時の主演スター鳳蘭（第50期生・甲より4歳年下）が義経を演じることになった。義経の演技を教わりに来た鳳に甲は「3回しかやって見せへん。それで覚えて」と申し渡した。懸命に覚える鳳だったが、極度の緊張などからか、突然稽古場を走り出て吐いてしまう。その事を知った甲は演出担当の植田紳爾（甲より9歳年上）、当時の星組組長・美吉左久子（1933年入団・第22期生・甲より23歳年上）に「（あなたたちが鳳を）甘やかし過ぎ」と言い放ったといい、甲の厳しさに植田と美吉は返す言葉がなかったという。
甲が主演スターとして活躍していた当時、宝塚歌劇団は甲たちスターを輩出しながらも観客数が伸び悩み、親会社・阪急電鉄内部でも歌劇団の赤字が問題視されるなど、歌劇団にとっては厳しい時代であった。歌劇団を取り巻く環境が厳しい中、懸命に歌劇団を牽引していた甲の強い自負が感じられる逸話である。なお、歌劇団史上最大のヒット『ベルサイユのばら』が初演され、歌劇団が〝ベルばらブーム〟に沸くのは甲の退団直後、1974年8月からのことである。